# هيو وود
هيو وود (22 مارس 1855 - 31 يوليو 1941) (بالإنجليزية: Hugh Wood)‏ هو لاعب كريكت بريطاني (وحمل سابقاً جنسية المملكة المتحدة لبريطانيا العظمى وأيرلندا).